# Mastklimmen (radioprogramma)
Mastklimmen was een Nederlands quizprogramma dat van 1953 tot 1957 op de radio werd uitgezonden door de NCRV.

## De quiz
De quiz werd gepresenteerd door Johan Bodegraven, een bekende presentator in die tijd. De kandidaten, die aanwezig waren in de studio, moesten algemene vragen beantwoorden. Met elk juist antwoord klom men weer een stukje hoger in de mast. Had één kandidaat de top van de mast bereikt, dan volgde de 'hamvraag'. Beantwoordde de kandidaat deze vraag goed, dan won hij of zij de hoofdprijs: een ham. Naast het winnen van de ham had de deelnemer ook het recht om over hetzelfde onderwerp een vraag aan de jury te stellen, de "lik op stuk-vraag". Wist de jury deze vraag niet goed te beantwoorden, dan won de deelnemer naast de ham ook een metworst.

## De hamvraag
'Dat is de hamvraag' is sinds het programma Mastklimmen een gezegde in Nederland, en betekent 'dat is de vraag waar het werkelijk om gaat'. Het equivalent in de Verenigde Staten en Engeland is 'the $64,000 Question', een uitdrukking die is ontstaan na een televisiequiz uit de jaren vijftig. Ook de Fransen hebben zo'n gezegde: 'la question à cent balles' ofwel de 'vraag van honderd ballen'.